# Konsumklimaindex (GfK)
Der Konsumklimaindex (KKI) des Nürnberger Marktforschers GfK soll seit 1980, seit 1991 für Gesamtdeutschland, die Konsumneigung der Privathaushalte widerspiegeln und wird in der Regel am vorletzten Tag des Berichtsmonats um 8 Uhr morgens veröffentlicht. Dazu befragt die GfK 2000 repräsentativ ausgewählte Personen ab 14 Jahren nach ihren Einkommens- und Konsumerwartungen auf Sicht von 12 Monaten sowie nach ihrer Anschaffungsneigung und ihren Erwartungen an die Gesamtwirtschaftliche Situation. Der Konsumklimaindikator versucht damit eine Prognose der Veränderung der monatlichen privaten Konsumausgaben auf der Basis der Teilkomponenten. Der Index ist allerdings recht revisionsanfällig, auch ist die Korrelation zu den tatsächlichen privaten Konsumausgaben im ersten Jahrzehnt der 2000er Jahre nur schwach gewesen. Interessanter sind die Teilkomponenten, von denen die Anschaffungsneigung die höchste Erklärungskraft für die privaten Konsumausgaben hat.
Trotz dieser Defizite in der Prognose ist der Konsumklimaindex auch Grundlage für die deutsche Komponente des EU-Verbrauchervertrauens.
Seit Oktober 2023 werden die von GfK erhobenen Daten des Konsumklimas gemeinsam mit dem Nürnberg Institut für Marktentscheidungen (NIM) ausgewertet und herausgegeben. Ziel der Kooperation ist es, die Hintergründe der Veränderungen im Verbrauchervertrauen noch besser zu verstehen.

## Methode
Den ausgewählten Personen werden die folgenden drei Fragen mit den angegebenen Antwortoptionen gestellt:

### Konjunkturerwartung
„Was glauben Sie, wie wird sich die allgemeine wirtschaftliche Lage in den kommenden zwölf Monaten entwickeln?“ (verbessern – gleich bleiben – verschlechtern)

### Einkommenserwartung
„Wie wird sich Ihrer Ansicht nach die finanzielle Lage Ihres Haushalts in den kommenden zwölf Monaten entwickeln?“ (verbessern – gleich bleiben – verschlechtern)

### Konsum- und Anschaffungsneigung
„Glauben Sie, dass es zurzeit ratsam ist, größere Anschaffungen zu tätigen?“ (Der Augenblick ist günstig – weder günstig noch ungünstig – ungünstig)

### Berechnung der Indexwerte
Der Prozentsatz der negativen Antworten wird bei der jeweiligen Frage von den positiven abgezogen. Wenn alle Befragten mit „Wird viel besser werden“ oder „Wird besser werden“ antworten, liegt der Wert  bei +100, sind alle Befragten gegenteiliger Meinung bei -100.
Laut GfK wird der Saldo aus positiven und negativen Antworten schließlich so umgerechnet, dass der langjährige Durchschnitt bei 0 liegt, der Indikator aber weiterhin zwischen +100 und -100 liegt.
Für September 2022 sieht das Ergebnis beispielsweise wie folgt aus.
|                     | September 2022 | Prognose Folgemonat |
| ------------------- | -------------- | ------------------- |
| Konjunkturerwartung | -21,9          |                     |
| Einkommenserwartung | -67,7          |                     |
| Anschaffungsneigung | -19,5          |                     |
| Konsumklimaindex    | -36,8          | -42,5               |

Der Konsumklimaindex wird aus den einzelnen Indizes berechnet.

### Entwicklung Konsumklimaindex
GfK-Konsumklimaindex 2001-2022 (Datenstand 29. November 2022)